# جائزة الملك فيصل العالمية في الدراسات الإسلامية
جائزة الملك فيصل العالمية في الدراسات الإسلامية هي إحدى أوائل الفروع التي تم إقرارها لجائزة الملك فيصل العالمية حيث تأسست سنة 1397هـ / 1977م، وتمنح للمواضيع ذات الأهمية في المجتمع الإسلامي، ويشترط فيها القيام بدراسة علمية أصيلة في موضوع الجائزة المحدد وكذلك نشرها، وأن تكون ذات فائدة للمجتمع الإسلامي، كما يشترط فيها أن تحقق هدفاً أو أكثر من الأهداف الخاصة بالجائزة وفق تقدير اللجنة. مُنحت أول جائزة منها سنة 1399هـ / 1979م، إذ كانت من نصيب الباحث الألماني التركي الأصل فؤاد سزكين، وكان الموضوع حينها «أثر العلماء المسلمين في الحضارة الأوروبية»، بينما كانت البريطانية كارول هيلينبراند أول امرأة تفوز بهذه الجائزة وكان ذلك سنة 1426هـ / 2005م وموضوعها «الدراسات التي تناولت دفاع المسلمين عن ديارهم في القرنين الخامس والسادس الهجريين». حتى عام 2025 فاز 43 شخصاً بجائزة الملك فيصل في الدراسات الإسلامية، منهم 19 شخصاً فازوا بالاشتراك.
حُجبت الجائزة عدة مرات كون الأعمال المُرشّحة لا تتوافر فيها متطلبات الفوز؛ كان أولها سنة 1401هـ / 1981م والتي كان موضوعها «الدراسات التي تناولت أثر تطبيق الشريعة الإسلامية في إصلاح المجتمع»، وسنة 1407هـ / 1987م وكان موضوعها «الدراسات التي تناولت العلاقات الدولية في الإسلام بين المبادئ والتطبيق»، وسنة 1415هـ / 1995م وكان موضوعها «الدراسات التي عنيت بالتفسير الموضوعي للقرآن الكريم»، وسنة 1426هـ / 2006 م وكان موضوعها «الدراسات التي تناولت أصول الفقه أو جانباً منه تأليفاً أو تحليلاً»، وسنة 1428هـ / 2008 م وكان موضوعها «الدراسات التي تناولت أحكام العلاقات الدولية في الإسلام في حالتي السلم والحرب»، وسنة 1431هـ / 2010 م وكان موضوعها «الدراسات التي تناولت الوقف عند المسلمين»، وسنة 1434هـ / 2013 م والتي كان موضوعها «الدراسات التي تناولت الفقه الجنائي الإسلامي»، وسنة 1440هـ / 2018 م وكان موضوعها «الدراسات في مقاصد الشريعة».
كما شهدت الجائزة حجباً متتالياً لأكثر من مرة، حيث كان ذلك سنة 1411هـ / 1991م وموضوعها «الدراسات التي تناولت انتشار الإسلام وحاضره في إحدى المناطق خارج العالم الإسلامي» وسنة 1412هـ / 1992م وموضوعها «الدراسات التي تناولت تأصيل مناهج البحث في الدراسات الإسلامية المعاصرة»، وكذلك سنة 1421هـ / 2001 م وموضوعها «الدراسات التي عنيت بكتب الفتاوي – النوازل» وسنة 1422هـ / 2002 م وموضوعها «الدراسات التي عُنيت بمقاصد الشريعة»، وأخيرًا سنة 1442هـ / 2021 م والتي كان موضوعها «الوقف في الإسلام»، وسنة 1443هـ / 2022 م وموضوعها «تراث الأندلس الإسلامي».

## القائمة
| السنة           | الفائز                   | الصورة             | الدولة                     | الموضوع | مرجع               |
| --------------- | ------------------------ | ------------------ | -------------------------- | --- | ------------------ |
| 1399هـ / 1979م  | فؤاد سزكين               |                    | تركيا · ألمانيا            | أثر العلماء المسلمين في الحضارة الأوروبية.                                                                       | [ 2 ]              |
| 1400هـ / 1980م  | محمد مصطفى الأعظمي       |                    | السعودية                   | الدراسات التي تناولت السنة النبوية.                                                                              | [ 5 ]              |
| 1401هـ / 1981 م | لم تمنح الجائزة[أ]       | لم تمنح الجائزة[أ] | لم تمنح الجائزة[أ]         | لم تمنح الجائزة[أ]                                                                                               | لم تمنح الجائزة[أ] |
| 1402هـ / 1982م  | محمد نجاة الله صديقي     |                    | الهند                      | المشكلات الاقتصادية المعاصرة في ضوء الإسلام.                                                                     | [ 6 ]              |
| 1403هـ / 1983م  | محمد عبد الخالق عضيمة    |                    | مصر                        | الدراسات التي تناولت القرآن الكريم.                                                                              | [ 7 ]              |
| 1404هـ / 1984م  | مصطفى أحمد الزرقاء       |                    | سوريا                      | النظريات العامة في الفقه الإسلامي.                                                                               | [ 8 ]              |
| 1405هـ / 1985 م | مصطفى محمد حلمي          |                    | مصر                        | الدراسات التي تناولت العقيدة الإسلامية.                                                                          | [ 9 ]              |
| 1405هـ / 1985 م | فاروق أحمد دسوقي         |                    | مصر                        | الدراسات التي تناولت العقيدة الإسلامية.                                                                          | [ 10 ]             |
| 1405هـ / 1985 م | محمد رشاد سالم           |                    | السعودية                   | الدراسات التي تناولت العقيدة الإسلامية.                                                                          | [ 11 ]             |
| 1406هـ / 1986م  | عبد العزيز الدوري        |                    | العراق                     | الدراسات التي تناولت التاريخ الإسلامي.                                                                           | [ 12 ]             |
| 1407هـ / 1987 م | لم تمنح الجائزة[ب]       | لم تمنح الجائزة[ب] | لم تمنح الجائزة[ب]         | لم تمنح الجائزة[ب]                                                                                               | لم تمنح الجائزة[ب] |
| 1408هـ / 1988 م | مقداد يالجن              |                    | تركيا                      | الدراسات التي تناولت التربية الإسلامية.                                                                          | [ 13 ]             |
| 1408هـ / 1988 م | محمد قطب                 |                    | مصر                        | الدراسات التي تناولت التربية الإسلامية.                                                                          | [ 14 ]             |
| 1409هـ / 1989م  | صالح أحمد العلي          |                    | العراق                     | الدراسات التي تناولت المدينة الإسلامية.                                                                          | [ 15 ]             |
| 1410هـ / 1990 م | الصديق محمد الضرير       |                    | السودان                    | المعاملات الماليّة في الشريعة الإسلامية.                                                                          | [ 16 ]             |
| 1410هـ / 1990 م | محمد عمر شابرا           |                    | السعودية                   | المعاملات الماليّة في الشريعة الإسلامية.                                                                          | [ 17 ]             |
| 1411هـ / 1991 م | لم تمنح الجائزة[ت]       | لم تمنح الجائزة[ت] | لم تمنح الجائزة[ت]         | لم تمنح الجائزة[ت]                                                                                               | لم تمنح الجائزة[ت] |
| 1412هـ / 1992 م | لم تمنح الجائزة[ث]       | لم تمنح الجائزة[ث] | لم تمنح الجائزة[ث]         | لم تمنح الجائزة[ث]                                                                                               | لم تمنح الجائزة[ث] |
| 1413هـ / 1993 م | حسن الساعاتي             |                    | مصر                        | علم الاجتماع عند المسلمين ومعالجته من منظور إسلامي.                                                              | [ 18 ]             |
| 1414هـ / 1994 م | السيد سابق التهامي       |                    | مصر                        | الدراسات التي عُنيت بالفقه الإسلامي.                                                                              | [ 19 ]             |
| 1414هـ / 1994 م | يوسف القرضاوي            |                    | مصر · قطر                  | الدراسات التي عُنيت بالفقه الإسلامي.                                                                              | [ 20 ]             |
| 1415هـ / 1995 م | لم تمنح الجائزة[ج]       | لم تمنح الجائزة[ج] | لم تمنح الجائزة[ج]         | لم تمنح الجائزة[ج]                                                                                               | لم تمنح الجائزة[ج] |
| 1416هـ / 1996م  | أكرم ضياء العمري         |                    | العراق                     | الدراسات التي عُنيت بالسيرة النبوية.                                                                              | [ 21 ]             |
| 1417هـ / 1997م  | عبد الكريم زيدان بيج     |                    | العراق                     | الدراسات التي تناولت مكانة المرأة في الإسلام.                                                                    | [ 22 ]             |
| 1418هـ / 1998 م | يحيى محمود بن جنيد       |                    | السعودية                   | الدراسات التي تناولت المكتبات أو صناعة الكتاب عند المسلمين.                                                      | [ 23 ]             |
| 1418هـ / 1998 م | عبد الستار الحلوجي       |                    | مصر                        | الدراسات التي تناولت المكتبات أو صناعة الكتاب عند المسلمين.                                                      | [ 24 ]             |
| 1419هـ / 1999م  | محمد ناصر الدين الألباني |                    | ألبانيا · سوريا            | الحديث النبوي تحقيقاً وتخريجاً ودراسةً.                                                                             | [ 25 ]             |
| 1421هـ / 2000م  | محمد مهر علي             |                    | بنغلاديش · المملكة المتحدة | انتشار الإسلام في إقليم أو أكثر خارج العالم العربي.                                                              | [ 26 ]             |
| 1421هـ / 2001 م | لم تمنح الجائزة[ح]       | لم تمنح الجائزة[ح] | لم تمنح الجائزة[ح]         | لم تمنح الجائزة[ح]                                                                                               | لم تمنح الجائزة[ح] |
| 1422هـ / 2002 م | لم تمنح الجائزة[خ]       | لم تمنح الجائزة[خ] | لم تمنح الجائزة[خ]         | لم تمنح الجائزة[خ]                                                                                               | لم تمنح الجائزة[خ] |
| 1424هـ / 2003 م | عز الدين عمر موسى        |                    | السودان                    | التاريخ الاقتصادي عند المسلمين.                                                                                  | [ 27 ]             |
| 1424هـ / 2003 م | إبراهيم أبو بكر حركات    |                    | المغرب                     | التاريخ الاقتصادي عند المسلمين.                                                                                  | [ 28 ]             |
| 1425هـ / 2004 م | يعقوب الباحسين           |                    | السعودية                   | الدراسات التي عُنيت بالقواعد الفقهية.                                                                             | [ 29 ]             |
| 1425هـ / 2004 م | علي أحمد ندوي            |                    | الهند                      | الدراسات التي عُنيت بالقواعد الفقهية.                                                                             | [ 30 ]             |
| 1426هـ / 2005م  | كارول هيلينبراند         |                    | المملكة المتحدة            | الدراسات التي تناولت دفاع المسلمين عن ديارهم في القرنين الخامس والسادس الهجريين.                                 | [ 3 ]              |
| 1426هـ / 2006 م | لم تمنح الجائزة[د]       | لم تمنح الجائزة[د] | لم تمنح الجائزة[د]         | لم تمنح الجائزة[د]                                                                                               | لم تمنح الجائزة[د] |
| 1428هـ / 2007م  | رشدي حفني راشد           |                    | مصر · فرنسا                | الدراسات التي عُنيت بالعلوم البحتة أو التطبيقية عند المسلمين.                                                     | [ 31 ]             |
| 1428هـ / 2008 م | لم تمنح الجائزة[ذ]       | لم تمنح الجائزة[ذ] | لم تمنح الجائزة[ذ]         | لم تمنح الجائزة[ذ]                                                                                               | لم تمنح الجائزة[ذ] |
| 1430هـ / 2009م  | عبد السلام محمد الشدادي  |                    | المغرب                     | الدراسات التي تناولت الفكر العمراني البشري عند علماء المسلمين.                                                   | [ 32 ]             |
| 1431هـ / 2010 م | لم تمنح الجائزة[ر]       | لم تمنح الجائزة[ر] | لم تمنح الجائزة[ر]         | لم تمنح الجائزة[ر]                                                                                               | لم تمنح الجائزة[ر] |
| 1432هـ / 2011 م | محمد عدنان الشياب        |                    | الأردن                     | الجوانب الاقتصادية والاجتماعية في العالم الإسلامي خلال الفترة من القرن العاشر إلى نهاية القرن الثالث عشر الهجري. | [ 33 ]             |
| 1432هـ / 2011 م | خليل إبراهيم إينالجك     |                    | تركيا                      | الجوانب الاقتصادية والاجتماعية في العالم الإسلامي خلال الفترة من القرن العاشر إلى نهاية القرن الثالث عشر الهجري. | [ 34 ]             |
| 1433هـ / 2012م  | عدنان محمد الوزان        |                    | السعودية                   | حقوق الإنسان في الإسلام.                                                                                         | [ 35 ]             |
| 1434هـ / 2013 م | لم تمنح الجائزة[ز]       | لم تمنح الجائزة[ز] | لم تمنح الجائزة[ز]         | لم تمنح الجائزة[ز]                                                                                               | لم تمنح الجائزة[ز] |
| 1435هـ / 2014م  | عبد الوهاب أبو سليمان    |                    | السعودية                   | التراث الحضاري لمكة المكرمة.                                                                                     | [ 36 ]             |
| 1436هـ / 2015م  | عبد العزيز كعكي          |                    | السعودية                   | التراث الحضاري للمدينة المنوَّرة.                                                                                  | [ 37 ]             |
| 1437هـ / 2016م  | عبد الله يوسف الغنيم     |                    | الكويت                     | التراث الجغرافي عند المسلمين.                                                                                    | [ 38 ]             |
| 1438هـ / 2017م  | رضوان السيد              |                    | لبنان                      | الفكر السياسي عند المسلمين حتى القرن التاسع الهجري / الخامس عشر الميلادي.                                        | [ 39 ]             |
| 1439هـ / 2018م  | بشار عواد معروف          |                    | العراق · الأردن            | الأعمال التي أُنجزت في تحقيق كتب التاريخ الإسلامي والتراجم.                                                       | [ 40 ]             |
| 1440هـ / 2019م  | لم تمنح الجائزة[س]       | لم تمنح الجائزة[س] | لم تمنح الجائزة[س]         | لم تمنح الجائزة[س]                                                                                               | لم تمنح الجائزة[س] |
| 1441هـ / 2020م  | محمد هاشم غوشة           |                    | الأردن                     | تراث القدس الإسلامي.                                                                                             | [ 41 ]             |
| 1442هـ / 2021م  | لم تمنح الجائزة[ش]       | لم تمنح الجائزة[ش] | لم تمنح الجائزة[ش]         | لم تمنح الجائزة[ش]                                                                                               | لم تمنح الجائزة[ش] |
| 1443هـ / 2022م  | لم تمنح الجائزة[ص]       | لم تمنح الجائزة[ص] | لم تمنح الجائزة[ص]         | لم تمنح الجائزة[ص]                                                                                               | لم تمنح الجائزة[ص] |
| 1444هـ / 2023م  | روبرت هيلينبراند         |                    | المملكة المتحدة            | العمارة الإسلامية.                                                                                               | [ 42 ]             |
| 1445هـ / 2024م  | وائل حلاق                |                    | الولايات المتحدة           | النظم الإسلامية وتطبيقاتها المعاصرة                                                                              | [ 43 ]             |
| 1446هـ / 2025م  | سعد بن عبد العزيز الراشد |                    | السعودية                   | الدراسات التي تناولت آثار الجزيرة العربية                                                                        | [ 44 ]             |
| 1446هـ / 2025م  | سعيد بن فايز السعيد      |                    | السعودية                   | الدراسات التي تناولت آثار الجزيرة العربية                                                                        | [ 44 ]             |